# Vòng loại bóng đá nữ Thế vận hội khu vực châu Á
Vòng loại giải bóng đá nữ Thế vận hội khu vực châu Á (tiếng Anh: AFC Women's Olympic Qualifying Tournament) là giải đấu bóng đá dành cho các đội tuyển bóng đá nữ quốc gia thuộc châu Á do Liên đoàn bóng đá châu Á (AFC) tổ chức. Giải đấu này đóng vai trò là vòng loại khu vực châu Á cho giải bóng đá nữ của Thế vận hội Mùa hè, trong đó hai đội đứng đầu vòng loại giành quyền có mặt tại vòng chung kết (không kể suất mặc định cho đội chủ nhà nếu Thế vận hội được tổ chức ở châu Á).

## Kết quả
Trước năm 2004, cũng như các châu lục khác, các suất thi đấu tại nội dung bóng đá nữ của Thế vận hội được xác định thông qua tám đội có thành tích tốt nhất của Giải vô địch bóng đá nữ thế giới của năm liền trước, tức là vào đến vòng tứ kết của giải đấu.
| Thế vận hội | Giải đấu vòng loại | Các đội tuyển vượt qua vòng loại | Các đội tuyển vượt qua vòng loại | Ghi chú                                                 |
| Thế vận hội | Giải đấu vòng loại | Vô địch                          | Á quân                           | Ghi chú                                                 |
| ----------- | ------------------ | -------------------------------- | -------------------------------- | ------------------------------------------------------- |
| 1996        | Không              | Trung Quốc và Nhật Bản           | Trung Quốc và Nhật Bản           | Với tư cách top 8 Giải vô địch bóng đá nữ thế giới 1995 |
| 2000        | Không              | Trung Quốc                       | Trung Quốc                       | Với tư cách top 8 Giải vô địch bóng đá nữ thế giới 1999 |
| 2004        | Vòng loại          | Trung Quốc                       | Nhật Bản                         |                                                         |
| 2008        | Vòng loại          | Nhật Bản và CHDCND Triều Tiên    | Nhật Bản và CHDCND Triều Tiên    | Trung Quốc không tham dự do là chủ nhà Thế vận hội      |
| 2012        | Vòng loại          | Nhật Bản                         | CHDCND Triều Tiên                |                                                         |
| 2016        | Vòng loại          | Úc                               | Trung Quốc                       |                                                         |
| 2020        | Vòng loại          | Úc và Trung Quốc                 | Úc và Trung Quốc                 | Nhật Bản không tham dự do là chủ nhà Thế vận hội        |
| 2024        | Vòng loại          | Úc và Nhật Bản                   | Úc và Nhật Bản                   |                                                         |
| 2028        | Vòng loại          |                                  |                                  |                                                         |